# Ignacio Schneider
Ignacio Javier Schneider Videverrigain (ur. 12 sierpnia 1983 w Paysandú) – urugwajski piłkarz występujący na pozycji napastnika.

## Kariera klubowa
Schneider pochodzi z miasta Paysandú i jest wychowankiem tamtejszego klubu Paysandú Bella Vista, do którego seniorskiej drużyny został włączony jako dziewiętnastolatek. W urugwajskiej Primera División zadebiutował w 2002 roku, jednak już w swoim premierowym sezonie spadł z zespołem do drugiej ligi. Na zapleczu najwyższej klasy rozgrywkowej spędził w barwach Bella Vista jeszcze dwa lata, po czym powrócił do pierwszej ligi, podpisując umowę ze stołecznym Montevideo Wanderers. Podczas gry w tej ekipie strzelił swojego pierwszego gola w Primera División, 15 maja 2005 w wygranym 2:1 spotkaniu z Cerrito. Po roku spędzonym w Wanderers wyjechał do Paragwaju, gdzie został zawodnikiem Club 12 de Octubre z Itaugui. Występował w nim przez kolejne pół roku, nie odnosząc większych sukcesów. W lipcu 2006 powrócił do ojczyzny, do stołecznego Rampla Juniors, z którym także nie zanotował żadnego osiągnięcia.
Latem 2007 Schneider został piłkarzem paragwajskiego Sportivo Luqueño z siedzibą w mieście Luque, z którym w sezonie 2007 wywalczył tytuł wicemistrza kraju. Po upływie sześciu miesięcy odszedł do meksykańskiego drugoligowca Querétaro FC, z którym w jesiennym sezonie Apertura 2008 wygrał rozgrywki Primera División A. Na początku zwycięskiego sezonu, 7 września 2008 w zremisowanym 2:2 ligowym spotkaniu z Socio Águila, w starciu z jednym z przeciwników stracił lewe oko, przez co musiał przejść specjalistyczną operację i pauzował przez następny rok. W lipcu 2009 został jeszcze wypożyczony na sześć miesięcy do rodzimego Atenas de San Carlos, jednak nie zdołał na stałe powrócić do futbolu i z powodu kłopotów zdrowotnych zakończył karierę w wieku zaledwie 26 lat. Później występował tylko w amatorskich ekipach z Urugwaju.